# Csefeng
Csefeng (kínaiul 赤峰) prefektúra szintű város Kínában, Belső-Mongólia Autonóm Terület tartományban. Lakosainak száma 4 035 967 fő (2020).

## Népesség
| 2010 | 4 341 245 |
| 2020 | 4 035 967 |

## Testvérvárosok
- Inazava
- Nikšić